# Ульяновский (Самарская область)
Улья́новский — посёлок в Шигонском районе Самарской области. Входит в состав сельского поселения Муранка.

## География
Посёлок находится на расстоянии примерно 15 км (по прямой) к востоку от села Шигоны, административного центра района.

### Часовой пояс
Посёлок Ульяновский, как и вся Самарская область, находится в часовой зоне МСК+1. Смещение применяемого времени относительно UTC составляет +4:00.

## История
Посёлок упоминается с 1926 года. Основан переселенцами из Мордовии. Первый колхоз назывался «Красная звезда», который затем объединился с сытовским колхозом «Пламя». В 1950-60 годах население достигало 130 человек.

## Население
| 2010 |
| ---- |
| 27   |

### Национальный состав
Согласно результатам переписи 2002 года, в национальной структуре населения русские составляли 59 % из 27 чел., мордва — 33 %.